# 15453 Brasileirinhos
15453 Brasileirinhos este un asteroid din centura principală, descoperit pe 12 decembrie 1998, de Orlando Naranjo.